# Polana, Štefan na Zilji
Polana (nemško Pölland) je naselje občine Štefan na Zilji v okraju Šmohor na Koroškem v Avstriji.